# Пођо дел Соле (Рагуза)
Пођо дел Соле је насеље у Италији у округу Рагуза, региону Сицилија.
Према процени из 2011. у насељу је живело 44 становника. Насеље се налази на надморској висини од 534 м.